# Конклав 1667 года
Конклав 1667 года был созван после смерти Папы Александра VII и завершился избранием кардинала Джулио Роспильози Папой Климентом IX. На конклаве доминировали фракции, лояльные кардиналам-племянникам Александра VII и Урбана VIII. Он стал свидетелем продолжения существования «Эскадрон Воланте» (Летучего эскадрона), созданного на конклаве 1655 года. На конклаве также присутствовали Испания и Франция, две крупнейшие католические державы того времени, которые поддержали избрание Роспильози Папой. В конечном итоге избрание Роспильози состоялось после того, как французский посол подкупил Флавио Киджи, племянника Александра VII, чтобы тот поддержал Роспильози. После конклава все партии поверили, что избрали того Папу, которого хотели.

## Предыстория

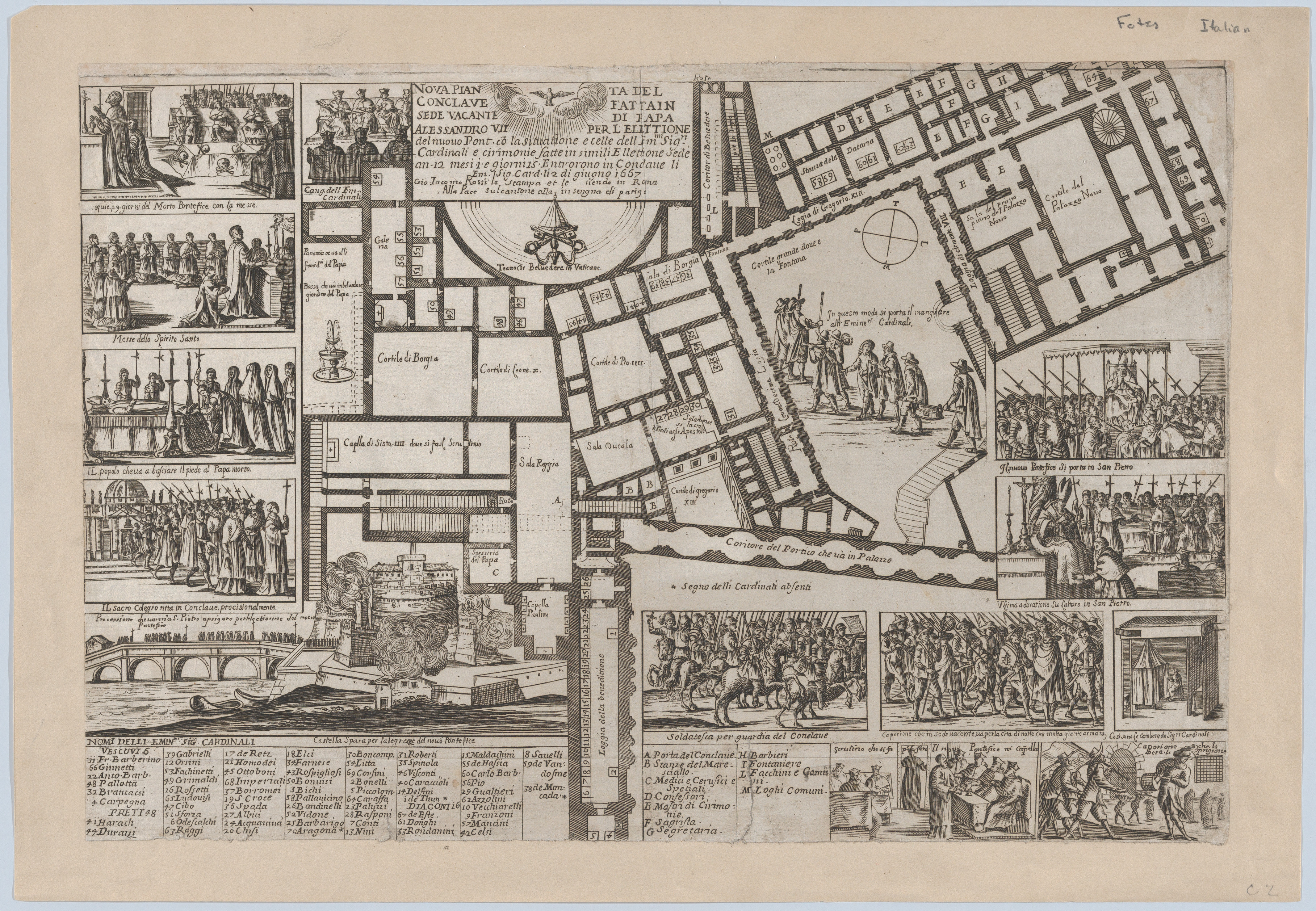
Офорт Джованни Джакомо де Росси с картой Ватикана и сценами открытия конклава после похорон Александра VII.

После своего избрания Александр VII изначально выступал против непотизма, отказываясь назначать кардинала-племянника. Члены Коллегии кардиналов настоятельно рекомендовали ему пересмотреть назначение членов своей семьи на руководящие должности, и в конце концов он смягчился, назначив членов своей семьи Киджи в папское правительство и назначив кардинала-племянника.
Дипломатические отношения между Францией и Папской областью ухудшились во время пребывания Александра VII на папском престоле. Франция вторглась в Авиньон в 1664 году после столкновения между послом Франции при Святом Престоле и папскими войсками. Французские войска покинули Авиньон только после того, как Александр VII принес извинения. Кардинал Мазарини, глава французского правительства, настоятельно просил Александра VII назначить больше французских кардиналов, но тот этого не сделал. За время своего понтификата Александр VII назначил 40 новых кардиналов, 33 из которых были итальянцами.
В Коллегии кардиналов существовала фракция кардиналов, не лояльная ни одной из католических монархий, которая называлась «Эскадрон Воланте» и возникла во время конклава 1655 года. Название, которое переводится как «Летучий эскадрон», было дано им из-за поддержки кандидатов, которые, по их мнению, лучше всего представляли интересы папства, а не кандидатов, поддерживаемых светским монархом. Кристина, королева Швеции, отрекшаяся от шведского престола и переехавшая в Рим, прежде чем принять католичество, выступала в качестве светского сторонника группы и особенно сблизилась с Дечио Аццолино младшим.

## Конклав

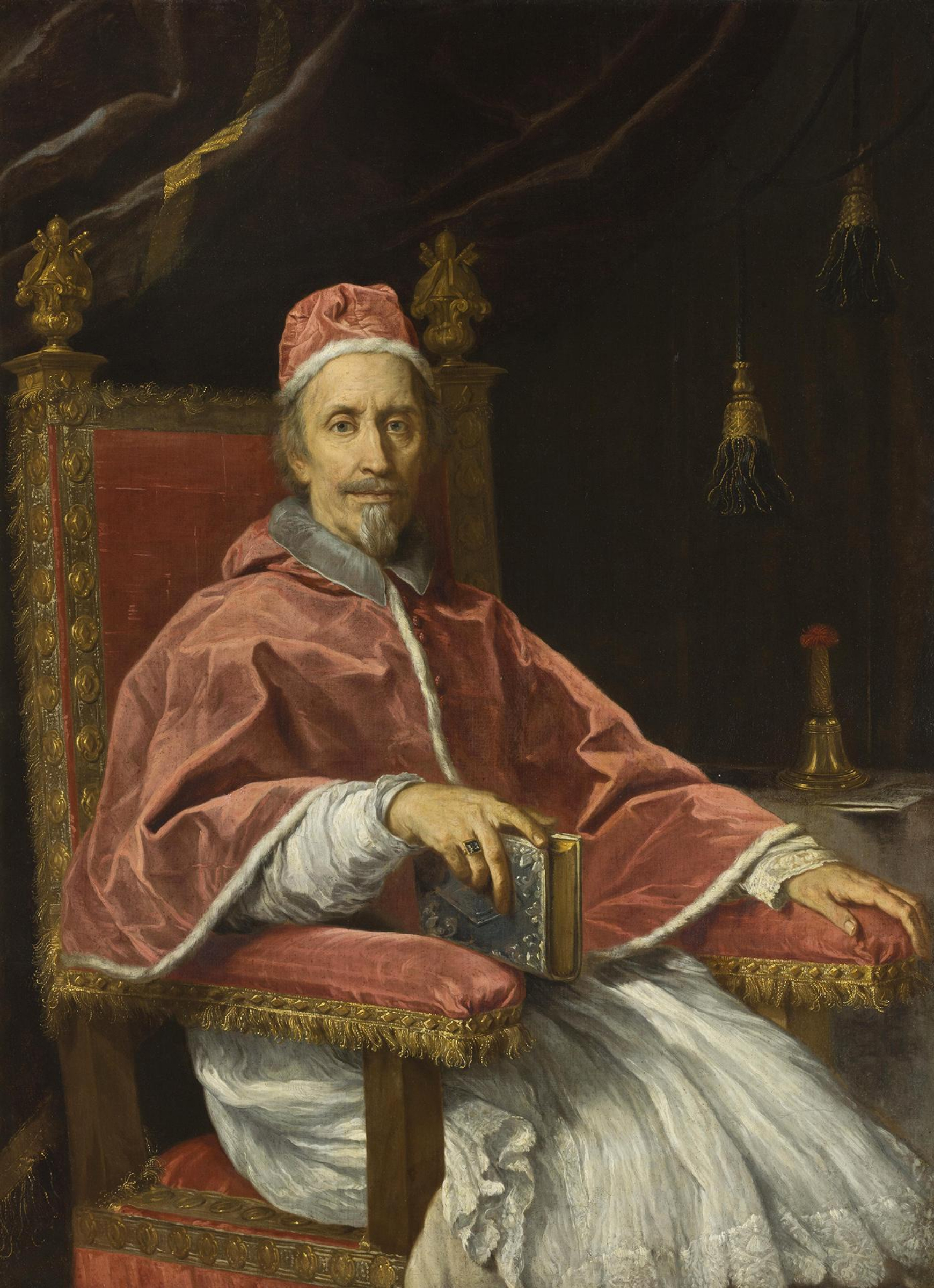
Папа Климент IX

Когда открылся конклав, на нём присутствовало 64 кардинала-выборщика. На момент смерти Александра VII численность коллегии достигла своего максимального на тот момент числа в 70 человек. Между его смертью и открытием конклава 2 июня 1667 года двое кардиналов скончались, а четверо членов Коллегии кардиналов ещё не прибыли в Рим. Начиная с конклавов 1605 года, коллегия постоянно поддерживала присутствие на конклаве 60 или более членов, и теснота на конклаве стала проблемой. Коллегия обсуждала, будет ли целесообразно проводить конклав в Ватикане, учитывая опасения по поводу переполненности и смерти кардиналов на предыдущих конклавах, но кардиналы старшего возраста настояли на проведении конклава именно там.
Александр VII назначил кардиналами 34 человек из присутствовавших на конклаве 1667 года. Из этой группы 10 человек не признали Флавио Киджи, кардинала-племянника Александра VII, своим лидером, поскольку его образ жизни считался неподобающим. Шестнадцать кардиналов, присутствовавших на конклаве, были креатурами Урбана VIII, и все они согласились последовать лидерству Антонио Барберини, одного из племянников Урбана VIII. На конклаве доминировали партии, лояльные кардиналам-племянникам, а выборщики, лояльные различным монархам или входившие в состав «Летучего эскадрона», остались разделёнными поровну, разделившись между двумя более крупными партиями, возглавляемыми племянниками. У французов было восемь лояльных им выборщиков, у испанцев — шесть, а у «Летучего эскадрона» — одиннадцать.
С самого начала конклава Джулио Роспильози считался папабилем с наибольшими шансами. Ни одна из основных фракций на конклаве не выступила против него. Первоначально французы пытались скрыть тот факт, что они поддерживали Роспильози и продвигали на папский престол Шипионе Панноккьески д’Эльчи, чтобы позволить испанцам поддержать Роспильози, который был в хороших отношениях с испанским правительством. Однако испанцы изначально отдали предпочтение избранию Франческо Барберини, другого племянника Урбана VIII.
Другим серьезным кандидатом в начале конклава был Джироламо Фарнезе. Фарнезе не устроил «Летучий эскадрон», и единственными приемлемыми вариантами для конклава остались Роспильози и д’Эльчи. Флавио Киджи выдвинул д’Эльчи в качестве кандидата, но некоторые выборщики посчитали его слишком ревностным.

## Избрание Папы Климента IX
Утром 20 июня 1667 года Роспильози получил пять голосов в ходе первого тура голосования. В ходе туров голосований, проводившихся в предыдущие недели, он получил не более 10 голосов. Между утренним и вечерним турами голосования французский посол в Риме Шарль Д’Альбер д’Айи обещал Флавио Киджи доходы от Франции. Затем Киджи согласился убедить лояльных ему выборщиков проголосовать за избрание Роспильози.
На состоявшемся в тот же вечер туре голосования Роспильози получил 61 голос и был избран Папой Климентом IX. Роспильози был последним Папой, бывшим из Тосканы. По завершении конклава и Франция, и Испания посчитали, что им удалось избрать желаемого им Папу. Роспильози был коронован 26 июня 1667 года в Ватиканской патриаршей базилике кардиналом Ринальдо д’Эсте, кардиналом-протодьяконом титулярной диаконии Сан-Никола-ин-Карчере, новый понтифик выбрал девиз «Aliis non sibi clemens», то есть «будь милосерден к другим, но не к себе».